# 엔도 히카루
엔도 히카루(일본어: 遠藤 光, 2000년 6월 5일~)는 일본의 축구 선수이다.

## 구단 경력
그는 2023년 J2리그의 방포레 고후에 입단했다. 2024년 J3리그의 테게바자로 미야자키로 임대 이적했다. 2025년 방포레 고후로 복귀했다.